# Миньоны

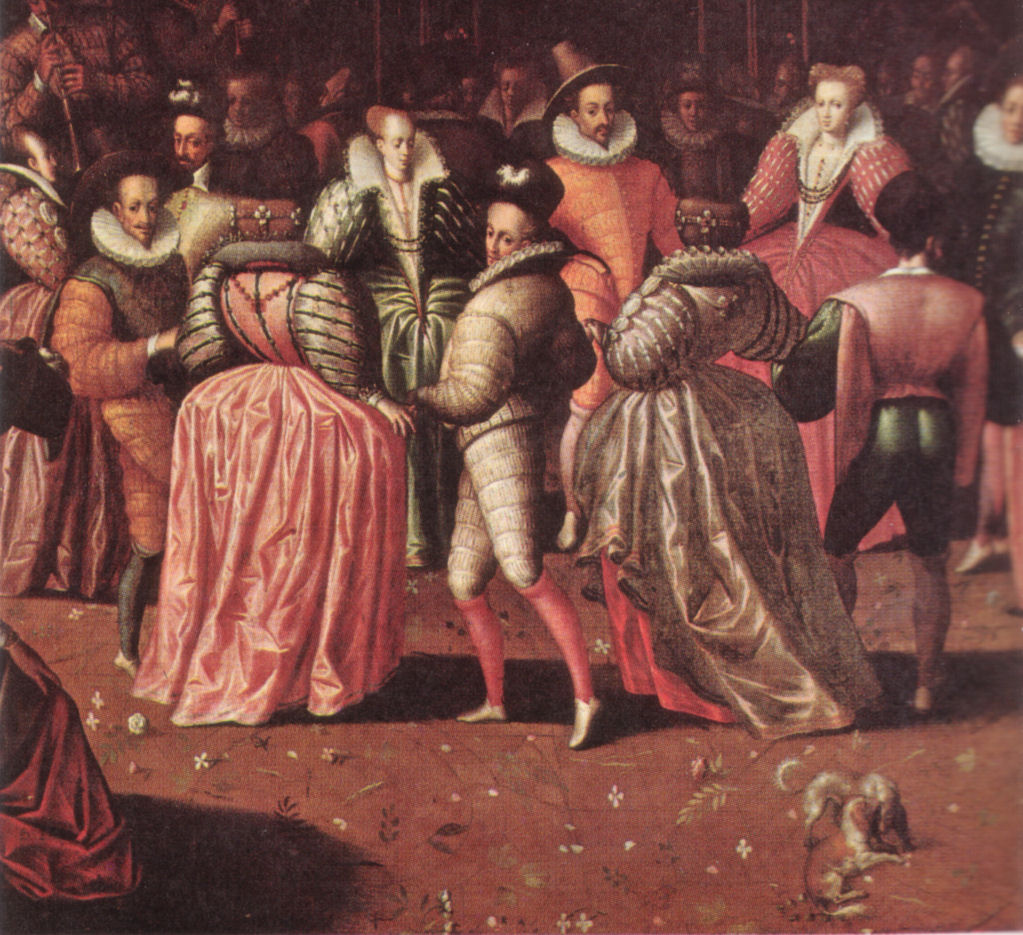
Бал при дворе Генриха III

Миньон (фр. mignon — малыш, крошка, милашка) — распространившееся в XVI веке во Франции обозначение фаворита, любимчика высокопоставленной особы. Йохан Хёйзинга («Осень Средневековья», гл. 2) указывает, что это явление было формализовано ещё в XV веке, будучи сентиментальным, в духе времени («бургундской эпохи»), видоизменением традиции феодального вассалитета, уже помалу перерождавшегося в новые абсолютистские отношения. Миньоны при дворе выполняли роль, среднюю между советниками, стражниками и членами свиты.

## История

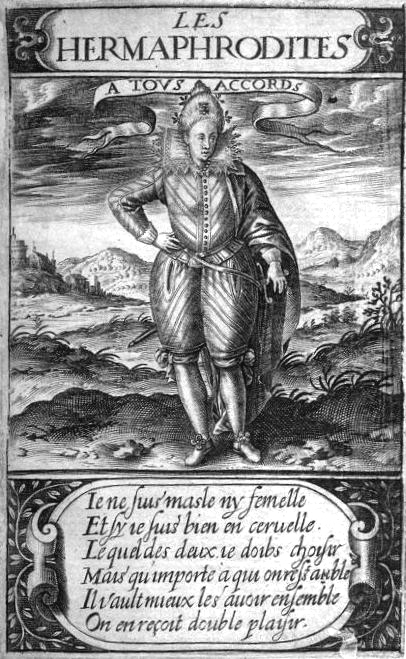
Карикатура на миньонов, высмеивающая женственность их нарядов и причёсок

Больше всего прославились миньоны Генриха III. Преданные королю молодые люди шокировали двор своими весёлыми и дерзкими проделками, шумными застольями и амурными похождениями. Ходили слухи, что король состоит с ними в любовной связи, однако документальных подтверждений этому почти не сохранилось — вполне возможно, что слухи об этом распускали враги Генриха, такие как герцог де Гиз.
Постоянным объектом насмешек служили «женоподобные» наряды миньонов (завитые волосы, широкие брыжи — род жабо) и их непомерная заносчивость. Король, готовый исполнить любой каприз своих любимчиков, одаривал их титулами и землями, что вызывало гнев и у дворян, и у простого народа.
Тяжёлым ударом для Генриха стала знаменитая «дуэль миньонов», в которой двое из его фаворитов погибли, а третий был тяжело ранен и скончался позже. Король воздвиг в память павших великолепную усыпальницу.
В последние годы любимцами короля оставались Анн де Жуайез и Ногарэ д’Эпернон. Их обоих он сделал герцогами и пэрами.
История отношений Генриха III и миньонов стала одной из главных тем романов Александра Дюма-отца «Графиня де Монсоро» и «Сорок пять», а также его пьесы «Двор Генриха III».

## Миньоны Генриха III
- «архиминьон» Жан-Луи Ногарэ де ля Валетт, герцог Д’Эпернон по прозвищу «полукороль»

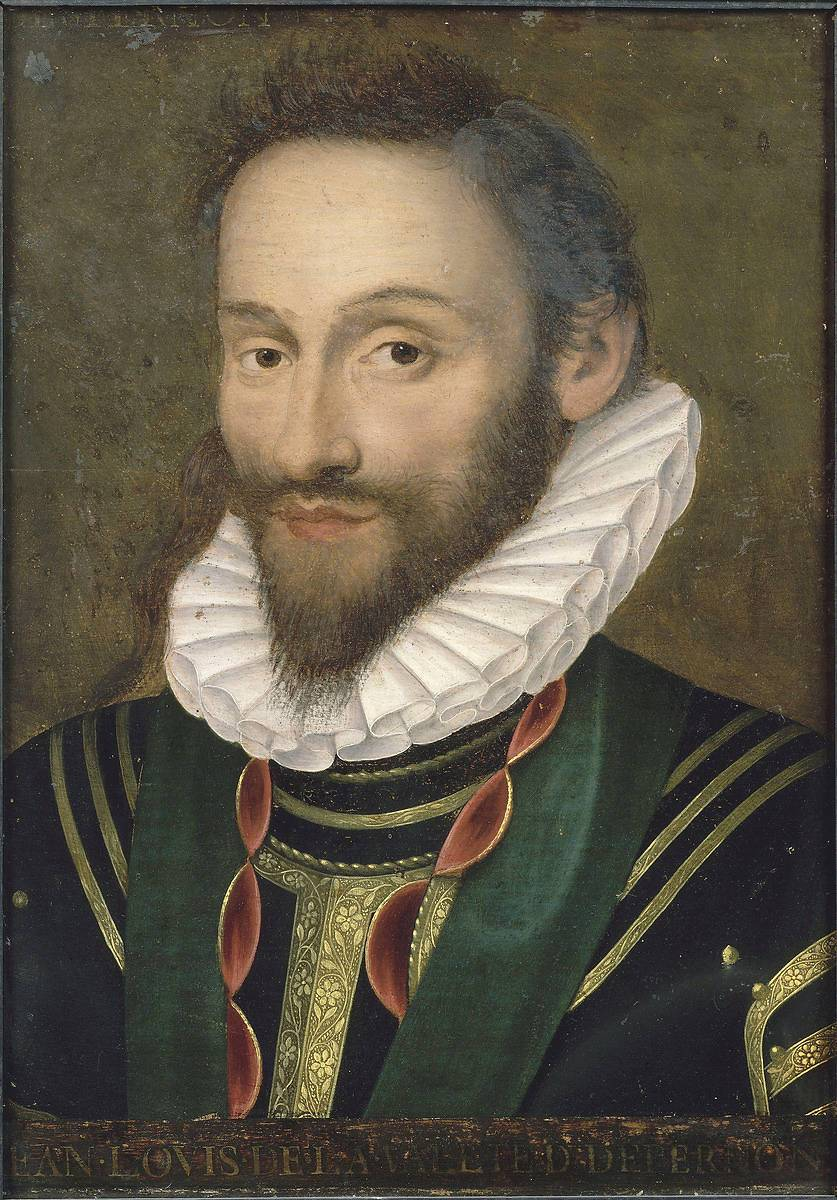
Жан-Луи Ногарэ де ля Валетт, герцог д’Эпернон, миньон короля Генриха III

- Франсуа д’Эпине, сеньор де Сен-Люк
- Жак де Леви, граф де Келюс (убит на «дуэли миньонов»)

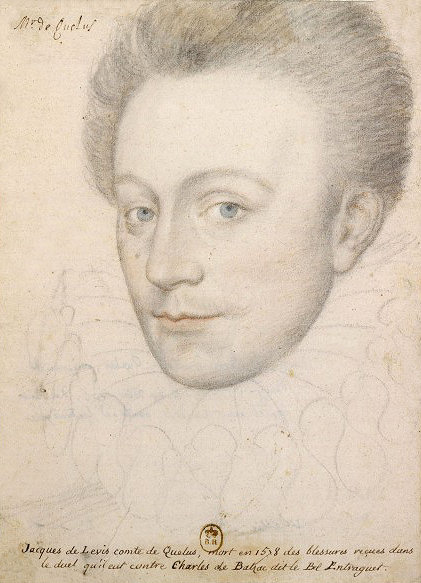
Рисунок Франсуа Кенеля. Келюс

- Луи де Можирон, маркиз д'Ампуи (убит на «дуэли миньонов»)

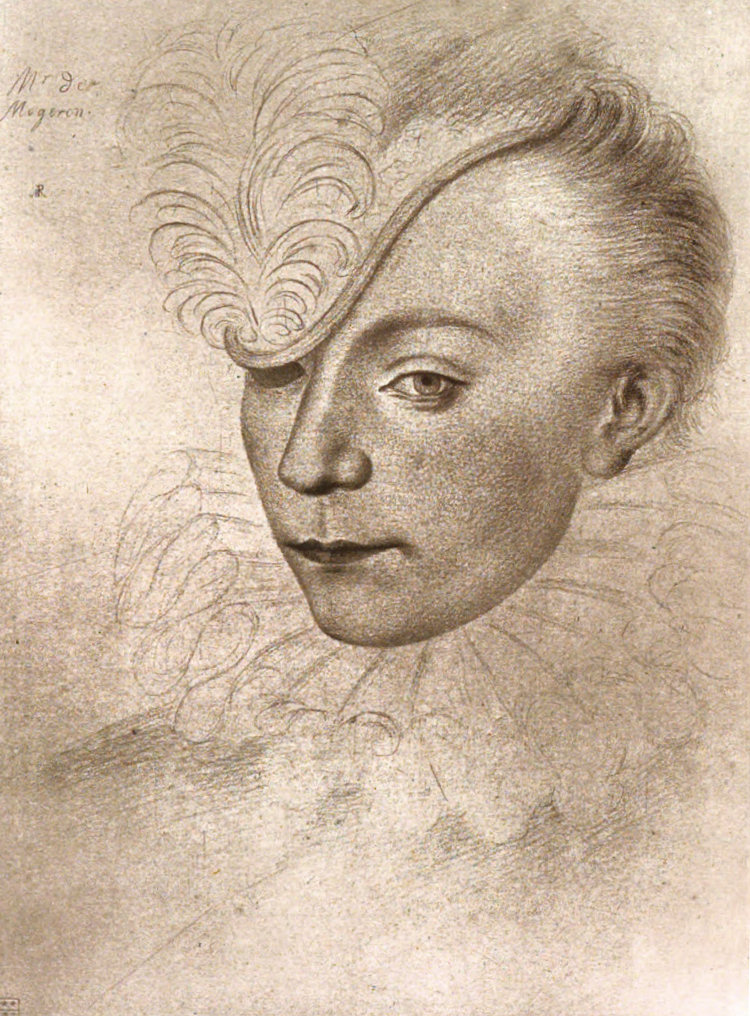
Рисунок Франсуа Кенеля. Можирон. 1577г.

- Жорж (Георг) де Шомберг (убит на «дуэли миньонов»)
- Ги д'Арсе, барон де Ливаро (кузен Можирона)
- Анри де Сен-Сюльпис (кузен Келюса)
- Франсуа д’О, генеральный суперинтендант (сюринтендант) финансов
- «архиминьон» Анн де Батарне, герцог де Жуайез, барон д’ Арк, адмирал Франции

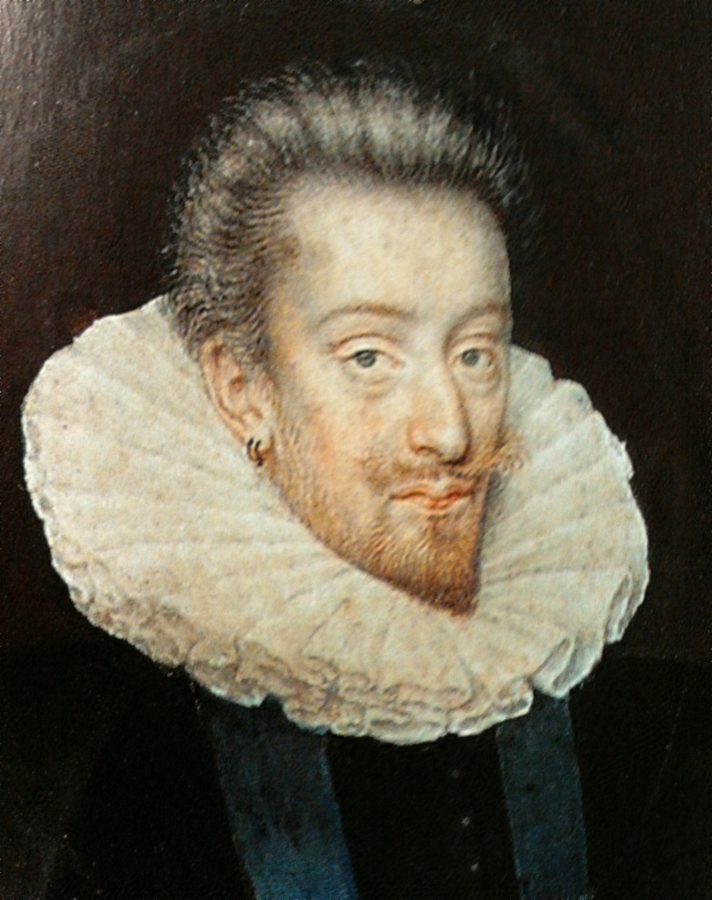

Миньоны были также и у других вельмож того времени. Вот некоторые из них:

## МиньоныФрансуа, герцога Анжуйского(анжуйцы)
- Жозеф Бонифас де Ла Моль (предполагаемый любовник королевы Марго)
- Аннибал де Коконас
- Луи де Клермон, сеньор де Бюсси д’Амбуаз

## Миньоныгерцога де Гиза(гизары)
- Шарль де Бальзак, барон Д’Антраг
- Франсуа Д’Эди, виконт де Рибейрак
- Ги д'Арсе, барон де Ливаро (участник «дуэли миньонов»)